# Religion en Arabie préislamique

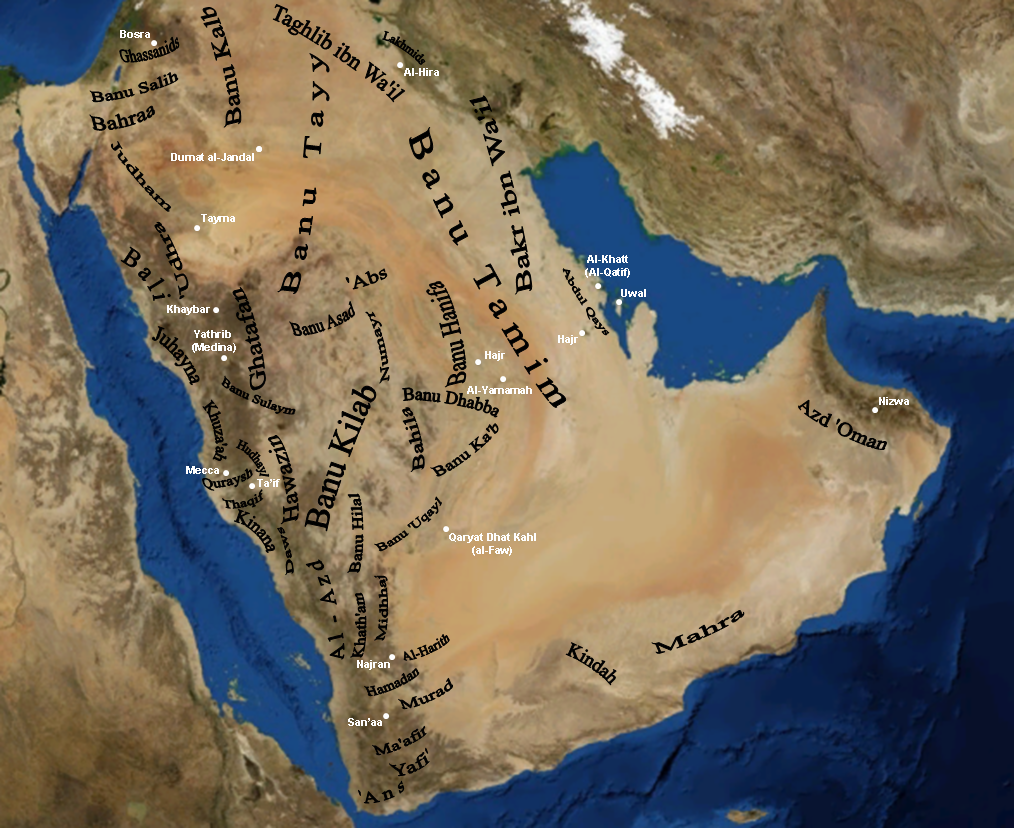
Principales tribus dans la péninsule arabique vers 400-600

La religion en Arabie préislamique comprenait le polythéisme arabe indigène, les anciennes religions sémitiques, le christianisme, le judaïsme, le mandéisme et le zoroastrisme.
Le polythéisme arabe, la forme dominante de religion dans l'Arabie préislamique, était basé sur la vénération des divinités et des esprits. Avant l'avènement de l'islam dans la péninsule Arabique en 622, le centre physique de l'islam, la Kaaba de La Mecque, était couverte de symboles représentant des myriades de démons, de djinn et de hinns, de demi-dieux et autres créatures qui représentaient l'environnement profondément polythéiste de l'Arabie préislamique. On peut déduire de cette pluralité un contexte exceptionnel dans lequel la mythologie a pu prospérer.
Les histoires de génies, de goules, de lampes magiques, et de tapis volants évoqués dans les contes des Mille et Une Nuits et autres ouvrages ont été transmises de génération en génération.

## Les dieux dans le polythéisme arabe
Le père :
Houbal (arabe : هبل) mais aussi (dieu de la lune) chez les Quraychites. Considéré comme le dieu principal des dieux et le plus notable, l'idole de Houbal était dans la Kaaba à La Mecque et était en agate rouge taillée en forme d'être humain, mais avec la main droite brisée et remplacée par une main d'or.
Les trois déesses.
1. Al-Lat (arabe : اللات). L'idole arabe de pierre qui a été l'une des trois idoles respectées par les Arabes à la Mecque. Elle a été placée à Taïf [3].
2. Uzza (arabe : العزى). « La plus puissante » ou « la force », déesse arabe de la fertilité, était l'une des trois déesses principales de La Mecque. Les Arabes faisaient appel à elle ou à Houbal pour la protection et la victoire avant toute guerre afin de montrer à quel point elle était puissante[4].
3. Manat (arabe : مناة) était l'une des trois déesses principales de La Mecque. Les Arabes désignaient Manat comme la déesse du destin, le Livre des Idoles la décrit comme la plus ancienne de toutes ces idoles. Les Arabes avaient l'habitude de nommer leurs enfants Abd Manat et Zayd-manat. Manat fut érigée en bord de mer dans les environs d'al-Mushallal dans Qudayd, entre Médine et La Mecque. Tous les Arabes avaient l'habitude de la vénérer et de faire des sacrifices en son honneur. Les Aws et les Khazraj, ainsi que les habitants de Médine, de la Mecque et de leurs environs, utilisaient le sacrifice pour vénérer Manat et portaient vers elle leurs offrandes. Les Aws et les Khazraj, ainsi que ceux des Arabes parmi les gens de Yathrib et d'autres endroits ayant adopté leur mode de vie, avaient l'habitude d'aller en pèlerinage et d'observer la veillée à tous les endroits désignés, mais pas de se raser la tête. À la fin du pèlerinage, cependant, quand ils étaient sur le point de rentrer chez eux, ils partaient à l'endroit où se tenait Manat, se rasaient la tête, et y restaient un certain temps. Leur pèlerinage était considéré comme inachevé tant qu'ils n'avaient pas rendu hommage à Manat[5].